# Инглезе, Вероника
Вероника Инглезе (итал. Veronica Inglese; род. 22 ноября 1990, Барлетта, Италия) — итальянская легкоатлетка, специализирующаяся в беге на длинные дистанции. Серебряный призёр чемпионата Европы 2016 года в полумарафоне. Четырёхкратная чемпионка Италии. Участница летних Олимпийских игр 2016 года.

## Биография
В детстве занималась плаванием, танцами, но в итоге пошла по стопам отца, Микеле Инглезе, который был бегуном на длинные дистанции. С 13 лет показывала лучшие результаты в Италии для своего возраста в беге на 1000 метров.
Впервые выступила за сборную Италии в 2006 году, когда заняла 12-е место на Гимназиаде в беге на 1500 метров.
Регулярно участвовала в чемпионатах Европы и мира по кроссу среди юниоров, но выше 35-го места подняться не смогла. В 2009 году завоевала бронзовую медаль юниорского первенства Европы на дистанции 5000 метров.
На чемпионатах мира по полумарафону была 22-й в 2014 году и 16-й в 2016-м. Отметилась восьмым местом на чемпионате Европы по кроссу.
В 2016 году на турнире в американском Станфорде установила личный рекорд в беге на 10 000 метров (31.42,02), а вскоре на чемпионате Европы улучшила его до 31.37,43. Это время позволило ей занять шестое место и стать четвёртой по результату итальянской бегуньей в истории на этой дистанции. Через четыре дня после этого успеха Вероника вышла на старт полумарафона, где добилась первого значимого титула в своей карьере: очередное личное достижение (1:10.35) и серебряная медаль континентального первенства.
На Олимпийских играх в Рио-де-Жанейро финишировала 30-й в беге на 10 000 метров.

## Основные результаты
| Год  | Турнир                                   | Место проведения         | Дисциплина     | Место | Результат |
| ---- | ---------------------------------------- | ------------------------ | -------------- | ----- | --------- |
| 2006 | Гимназиада                               | Салоники, Греция         | 1500 м         | 12-е  | 4.42,87   |
| 2007 | Чемпионат Европы по кроссу среди юниоров | Торо, Испания            | кросс 4,2 км   | 75-е  | 16.04     |
| 2008 | Чемпионат мира по кроссу среди юниоров   | Эдинбург, Великобритания | кросс 6,04 км  | 47-е  | 22.05     |
| 2008 | Чемпионат Европы по кроссу среди юниоров | Брюссель, Бельгия        | кросс 4 км     | 37-е  | 14.47     |
| 2009 | Чемпионат Европы среди юниоров           | Нови-Сад, Сербия         | 5000 м         | 3-е   | 16.41,37  |
| 2009 | Чемпионат Европы по кроссу среди юниоров | Дублин, Ирландия         | кросс 4,039 км | 35-е  | 15.13     |
| 2011 | Чемпионат мира по кроссу                 | Пунта-Умбрия, Испания    | кросс 8 км     | 90-е  | 29.02     |
| 2013 | Чемпионат Европы по кроссу               | Белград, Сербия          | кросс 8,05 км  | 8-е   | 27.12     |
| 2014 | Чемпионат мира по полумарафону           | Копенгаген, Дания        | полумарафон    | 22-е  | 1:10.57   |
| 2015 | Чемпионат Европы по кроссу               | Йер, Франция             | кросс 8,087 км | 19-е  | 26.45     |
| 2016 | Чемпионат мира по полумарафону           | Кардифф, Великобритания  | полумарафон    | 16-е  | 1:10.59   |
| 2016 | Чемпионат Европы                         | Амстердам, Нидерланды    | 10 000 м       | 6-е   | 31.37,43  |
| 2016 | Чемпионат Европы                         | Амстердам, Нидерланды    | полумарафон    | 2-е   | 1:10.35   |
| 2016 | Олимпийские игры                         | Рио-де-Жанейро, Бразилия | 10 000 м       | 30-е  | 32.11,67  |